# جون ولمر
جون ولمر (انگلیسی: Joan Vollmer; ۴ فوریهٔ ۱۹۲۳ – ۶ سپتامبر ۱۹۵۱) پدیدآور، و نویسنده اهل ایالات متحده آمریکا بود.